# مسابقه جی‌تی: آکادمی موتور
مسابقهٔ جی‌تی: آکادمی موتور (انگلیسی: GT Racing: Motor Academy) یک بازی ویدئویی مسابقه‌ای تک‌نفره و چندنفره برای سکو‌های آی‌اواس، اندروید، سیمبیان و بلک‌بری پلی‌بوک می‌باشد که توسط گیم‌لافت توسعه و نشر پیدا کرده است. این بازی اولین بار در سال ۲۰۰۹ منتشر شد.